# 金剛福寺
金剛福寺（こんごうふくじ）は、高知県土佐清水市にある真言宗豊山派の寺院。蹉跎山（さだざん）、補陀洛院（ふだらくいん）と号す。本尊は千手観世音菩薩。四国八十八箇所第三十八番札所。
- 本尊真言：おん ばざら たらま きりく そわか
- ご詠歌：ふだらくやここはみさきの船の棹（さお）　とるもすつるも法（のり）の蹉跎山

## 概要
境内には亜熱帯植物が繁っている。足摺岬の遊歩道付近には、ゆるぎ石、亀石、大師一夜建立ならずの華表、亀呼場、大師の爪書き石の「弘法大師の七不思議」の伝説が残されている。山号の文字「蹉」も「跎」もともに「つまづく」の意味で、この地が難所であったことを示していて、当寺は俗に足摺山という。また、大師御遺告の25条の第1条の中に「名山絶嶮の処、嵯峨孤岸の原、遠然（）として独り向ひ、掩留（）して苦行す」とあるのは当地であるといわれる。

## 歴史
寺伝によれば、弘仁13年（822年）に、嵯峨天皇から「補陀洛東門（）」の勅額を受けた空海（弘法大師）が、三面千手観世音菩薩を刻んで堂宇を建てて安置し開創したという。空海が唐から帰国の前に有縁の地を求めて東に向かって投げたといわれる五鈷杵は足摺岬に飛来したといわれている。寺名は、五鈷杵は金剛杵ともいわれそれから金剛を、観音経の「福聚海無量」から福を由来したとされている。
金峰（）上人が住持の時、修行を邪魔する魔界のもの達を呪伏すると、そのもの達が蹉跎した（地団太を踏んだ）ことから、山号を月輪山から蹉跎山に改めたといわれる。
歴代天皇の祈願所とされたほか、源氏の信仰が篤く、源満仲は多宝塔を寄進、その子頼光は諸堂を整備した。平安時代末期には足摺岬の先端にあることから南方補陀落の観音浄土を望む霊場として修験者の行場となり、また、後深草天皇の女御の使者や和泉式部なども参詣している。この時期は摂関家藤原氏の外護を受けるも、寺領や伽藍の維持管理に苦心していたとされ、建長8年（1256年）と正応2年（1289年）、延慶3年（1310年）に火災が3度発生し、伽藍や仏像等が焼失しているが、その度に勧進活動によって修造されている。現存する本尊の造像も暦応5年（1342年）頃とされる。
鎌倉時代に幡多荘が成立すると領主の九条家（のちに一条家）が崇敬し庇護を受けた。鎌倉時代後期（建長から弘安期）には南仏上人が院主となって再興したと伝えられ、また阿闍梨慶全が勧進を行ったとも伝えられている。南仏を「南仏房」と記す史料もあり、南仏（房）は慶全の別名であったとみられる。
室町時代に熊野信仰が盛んになると熊野権現を守護神とし土佐西部の修験の拠点となった。尊海法親王が住職を勤し、戦国期に一時荒廃したが江戸時代に入って土佐藩2代藩主山内忠義が再興した。
2022年12月4日正午より100年に一度の当寺の開創1200年大祭が行われた。

## 境内
- 山門（仁王門）

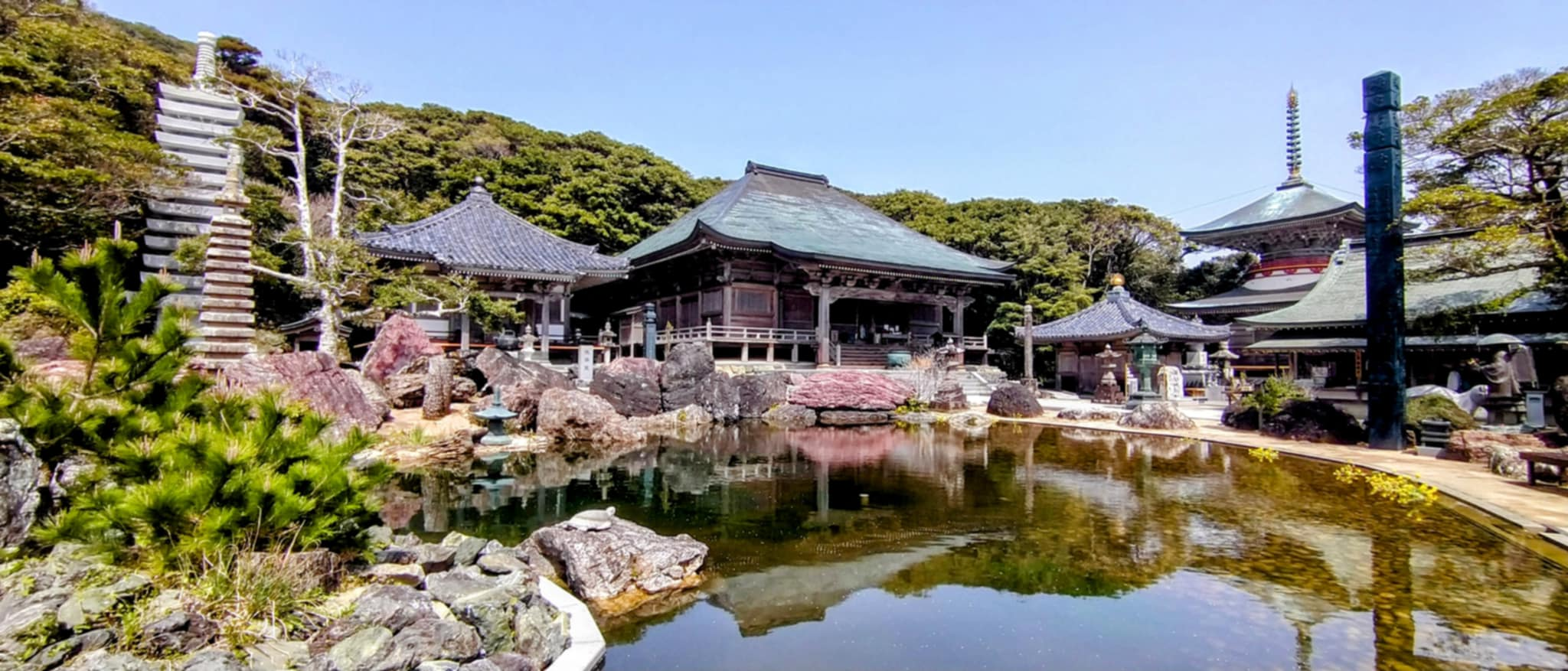
池の周りに伽藍が配され、左から十三石塔、愛染堂、本堂、護摩堂、多宝塔、納経所

- 本堂：毎年、正月三が日、本尊が開帳される。
- 大師堂：大師像が拝観できる。
- 多宝塔：胎蔵大日如来坐像鎮座。
- 護摩堂：毎月28日に護摩が焚かれる。
- 愛染堂：愛染明王坐像鎮座。
- 行者堂：役の行者像と両脇に前鬼・後鬼。
- 釈迦堂：朱色と白の八角堂で釈迦如来坐像を祀る。
- 権現堂：熊野三所権現、当山鎮守
- 知恵の文殊堂（祠）：獅子に乗った文殊菩薩像（素木仕上げ）を祀る
- 鐘楼堂：中に2つの釣鐘が掛かる。
- 和泉式部逆修塔
- 百八仏：五智如来・十三仏・千手観音の鋳造仏が108体境内に配置されている。
- 句碑：芭蕉「けふはかり人もとしよれ初時雨」が多宝塔の右前奥に和泉式部の逆修塔と並んであり、高木晴子「渡海僧おもふ卯浪の沖を見る」が仁王門から境内の壇に上がる途中の右にあり、高木晴子「夏潮に珊瑚の吐息きゝとむる」が大師堂の左前にある。上林暁「補陀落の東門とかや春の寺」と『足摺山の一夜』と題する20句が刻まれた句碑が山門進入口の左にある。
- 黒田杏子献燈十二句碑：『ガンジスに身を沈めたる初日かな・花ひらくべし暁闇の鈴の音に・たそがれてあふれてしだれざくらかな・なほ残る花浴びて坐す草の上・漕ぎいづる蛍散華のただ中に・雨林曼荼羅蛍火無盡蔵・日光月光すずしさの杖いつぼん・能面のくだけて月の港かな・飛ぶやうに秋の遍路のきたりけり・いちじくを割るむらさきの母を割る・柚子湯してあしたのあしたおもふがな・白葱のひかりの棒をいま刻む』の12句の俳句を刻んだ石碑を12基本堂の背後にコの字状に設置。

山門を入ると左手に海亀の石像、修行大師像、釈迦堂、鐘楼堂がある。右手の納経所を過ぎ、正面奥に本堂が建てられている。本堂の手前右のほうに護摩堂、多宝塔があり、その先に和泉式部の逆修塔がある。本堂左手の池の畔を行くと愛染堂、行者堂、権現堂があって大師堂に至る。
- 宿坊：あり（電話予約のみ）
- 駐車場：40台、大型4台。無料。（正月期間・GW・お盆8月14日 - 16日は、白山神社前からお寺への東方向へは車両通行止めで、バスセンター大駐車場から寺までシャトルバスあり。）

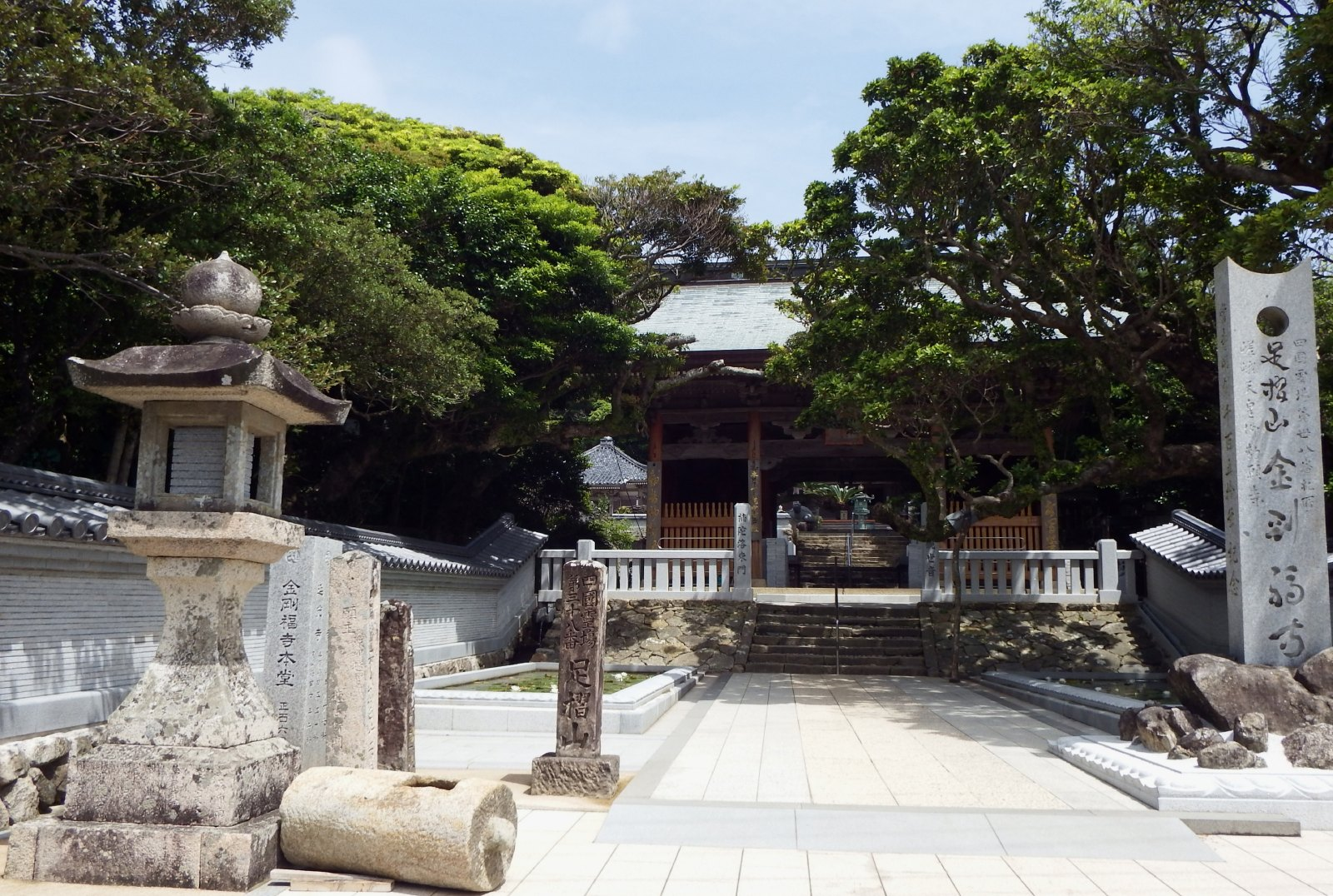
山門付近
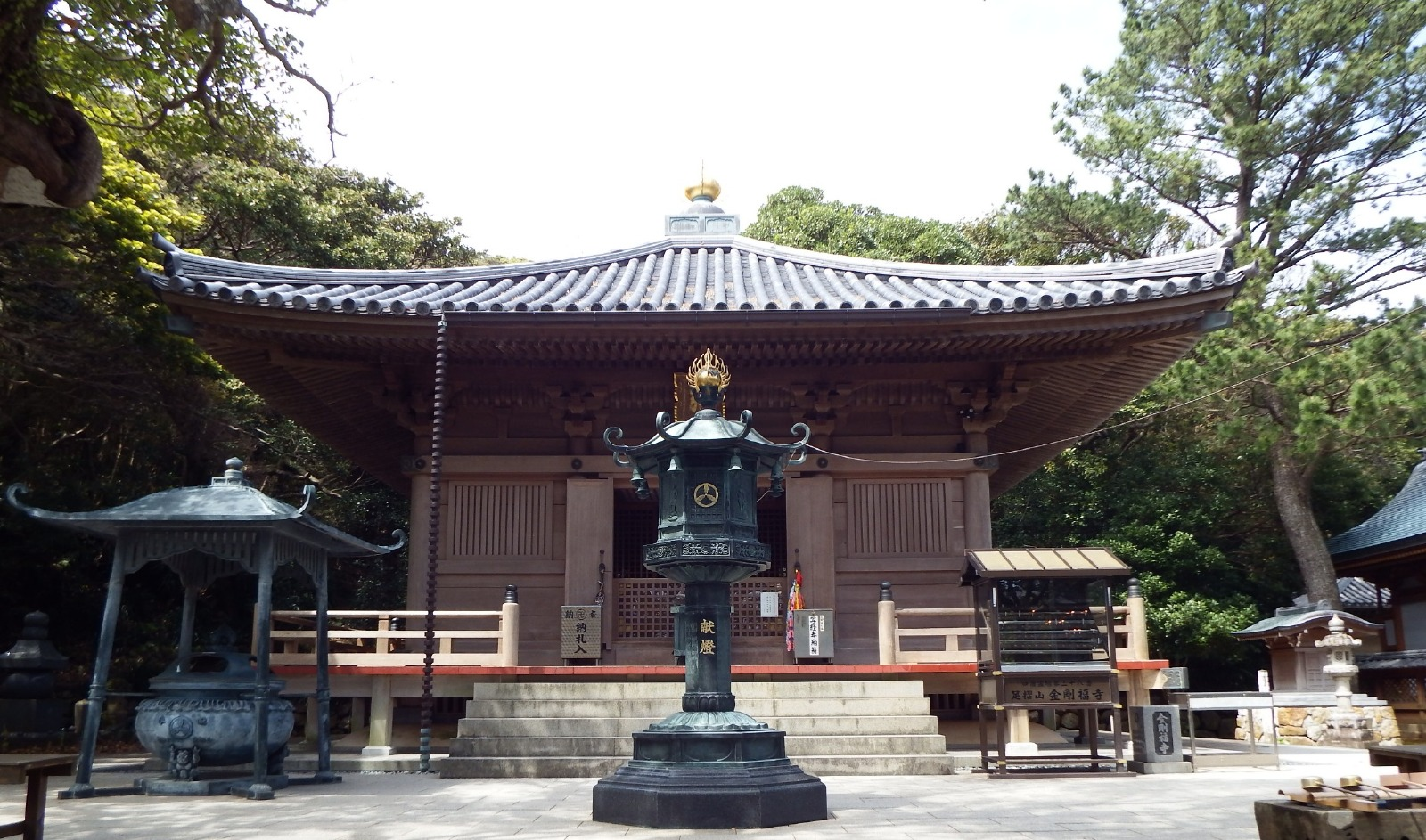
大師堂
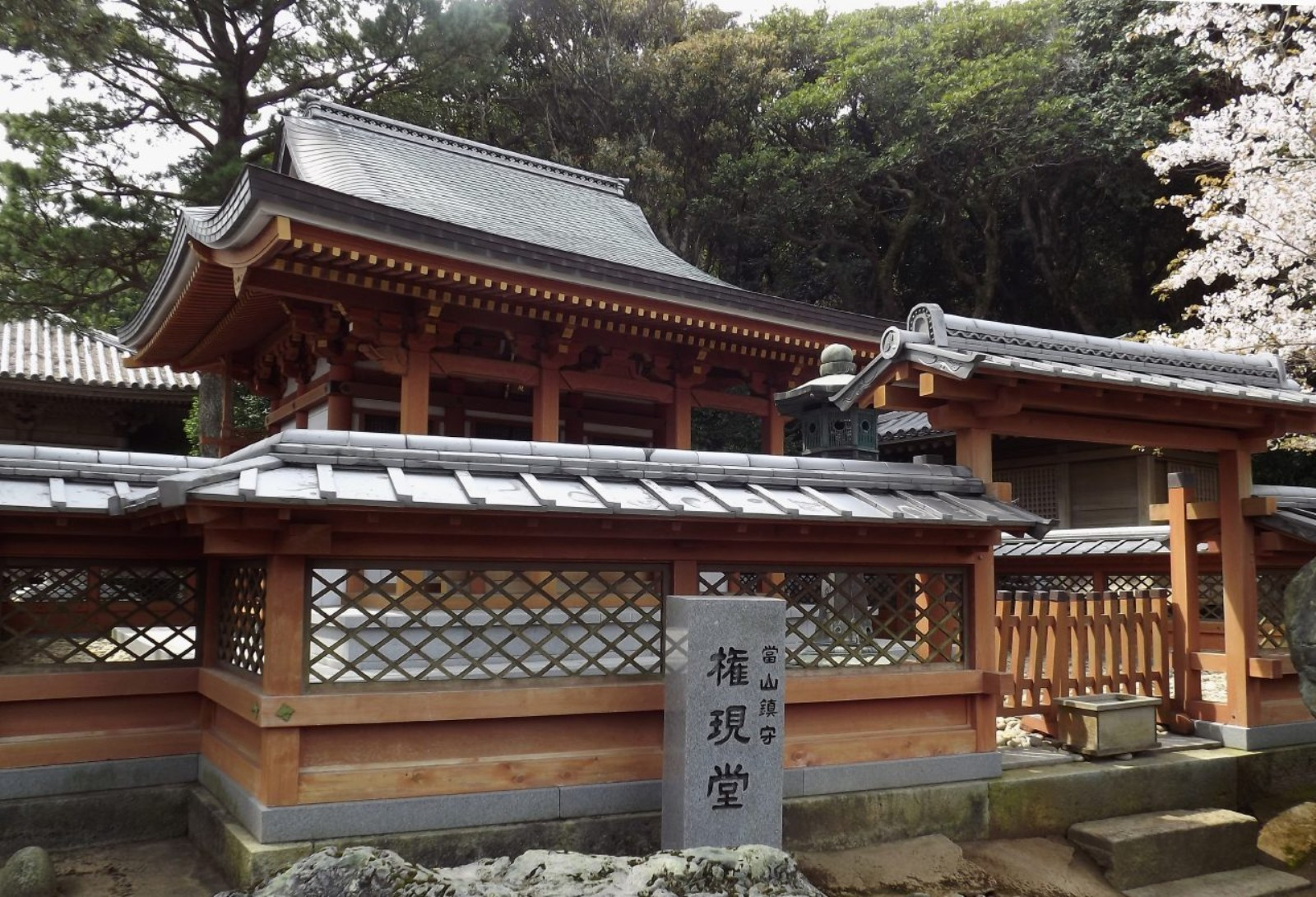
権現堂
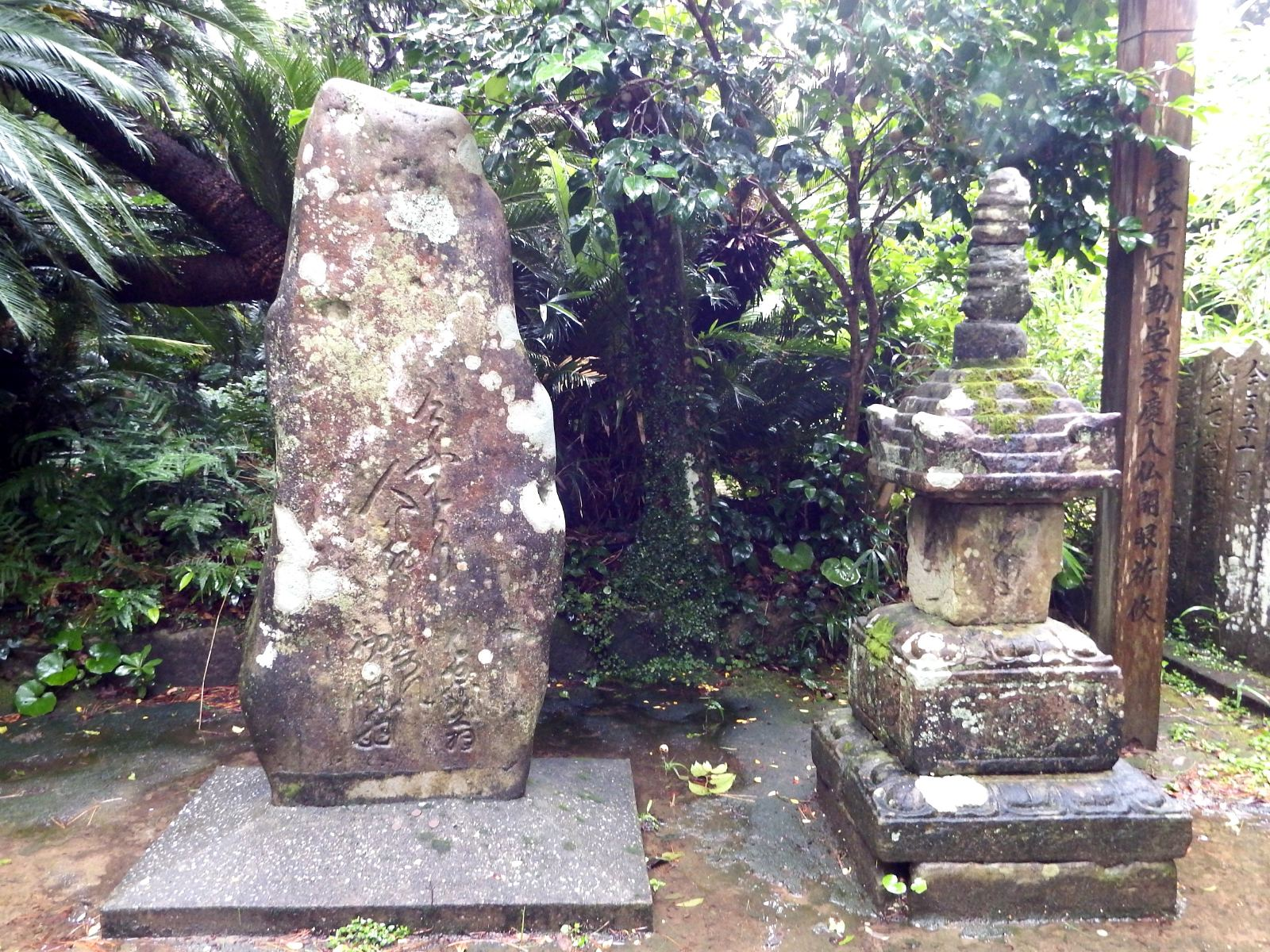
芭蕉句碑と和泉式部逆修塔
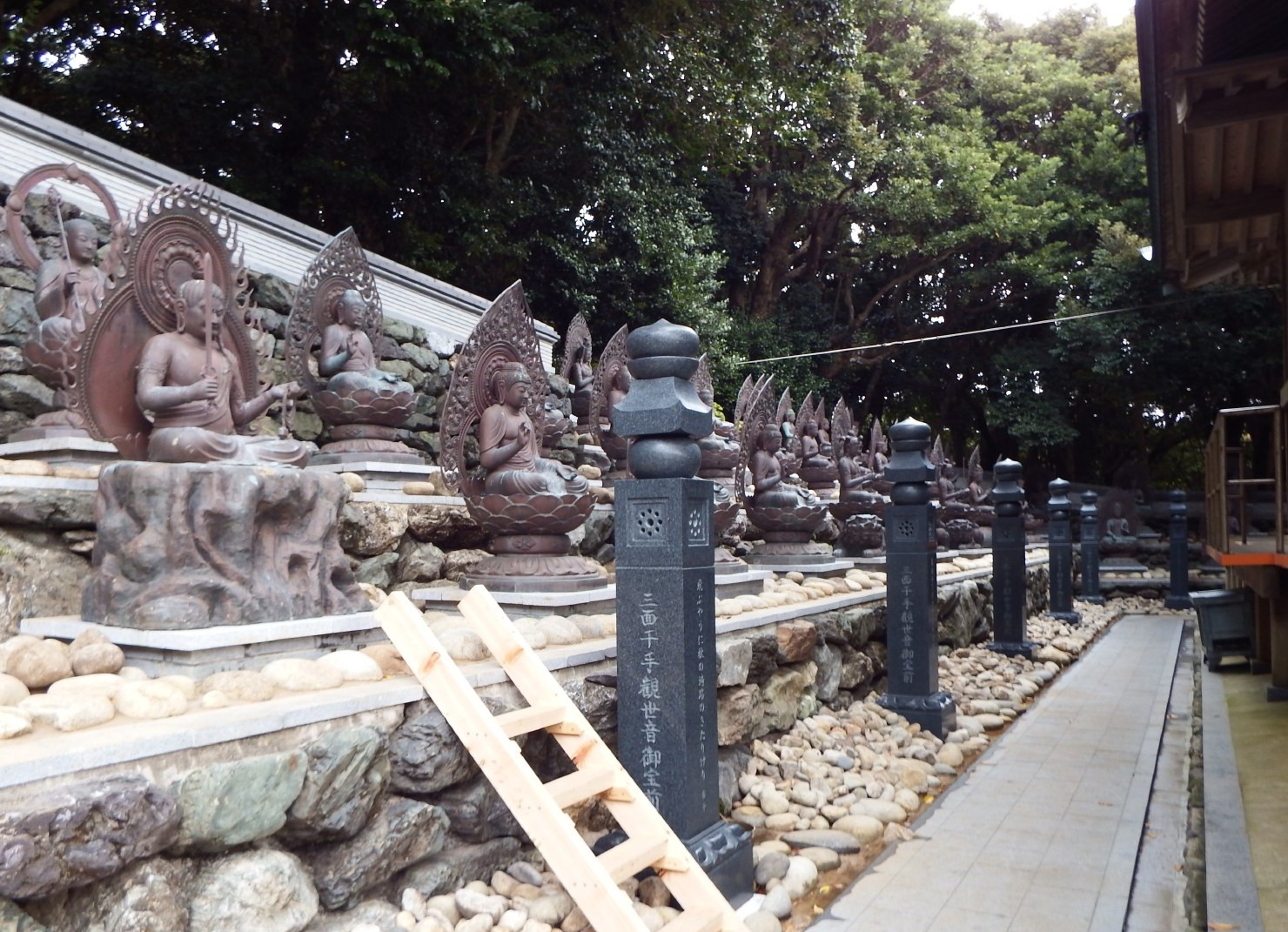
百八仏と献燈十二句碑

## 文化財
史跡

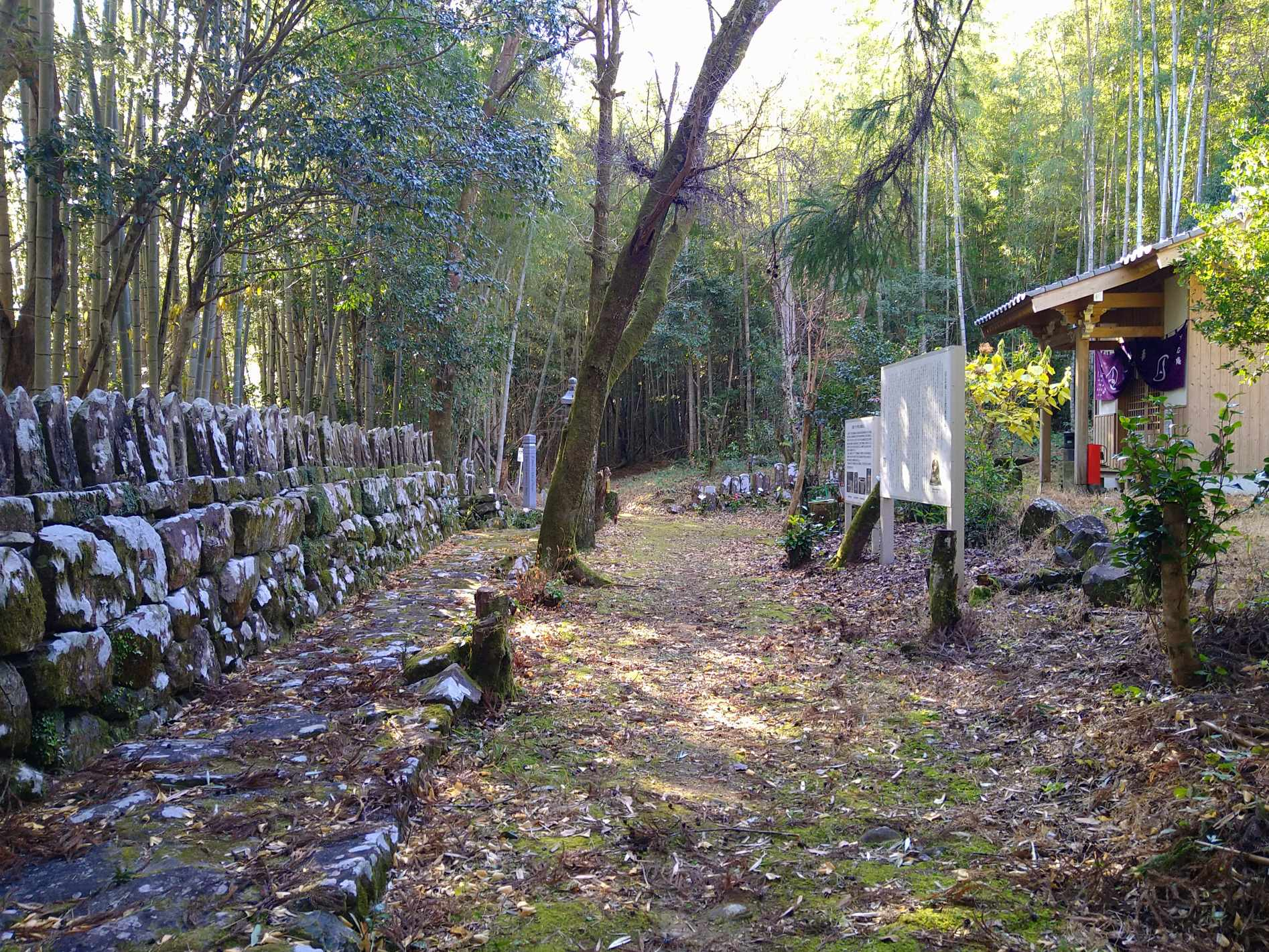
真念庵周辺

- 土佐遍路道 金剛福寺道 - 当寺より7里手前の土佐清水市下ノ加江の真念庵周辺約600 m。令和7年3月10日指定。

県指定保護有形文化財
- 木造千手観音立像および両脇侍立像（不動明王・毘沙門天）：平成12年3月28日指定
  - 木造(三面)千手観音立像：像高163.5 cm・本面両脇面とも白毫玉眼・暦応5年（1342年）作
  - 木造不動明王立像：像高140 cm・室町時代前期作
  - 木造毘沙門天立像：像高130 cm・室町時代前期作

- 木造二十八部衆立像：平成12年3月28日指定
- 木造風神・雷神像：平成12年3月28日指定
- 愛染明王坐像：檜の寄木造、彫眼彩色、像高84.0 cm、平安後期作。昭和44年8月8指定
- 高野大師行状図画五巻：高野山の僧、柘宝が応永22年（1415年）に描いた十巻のうちの五巻。昭和44年8月8指定

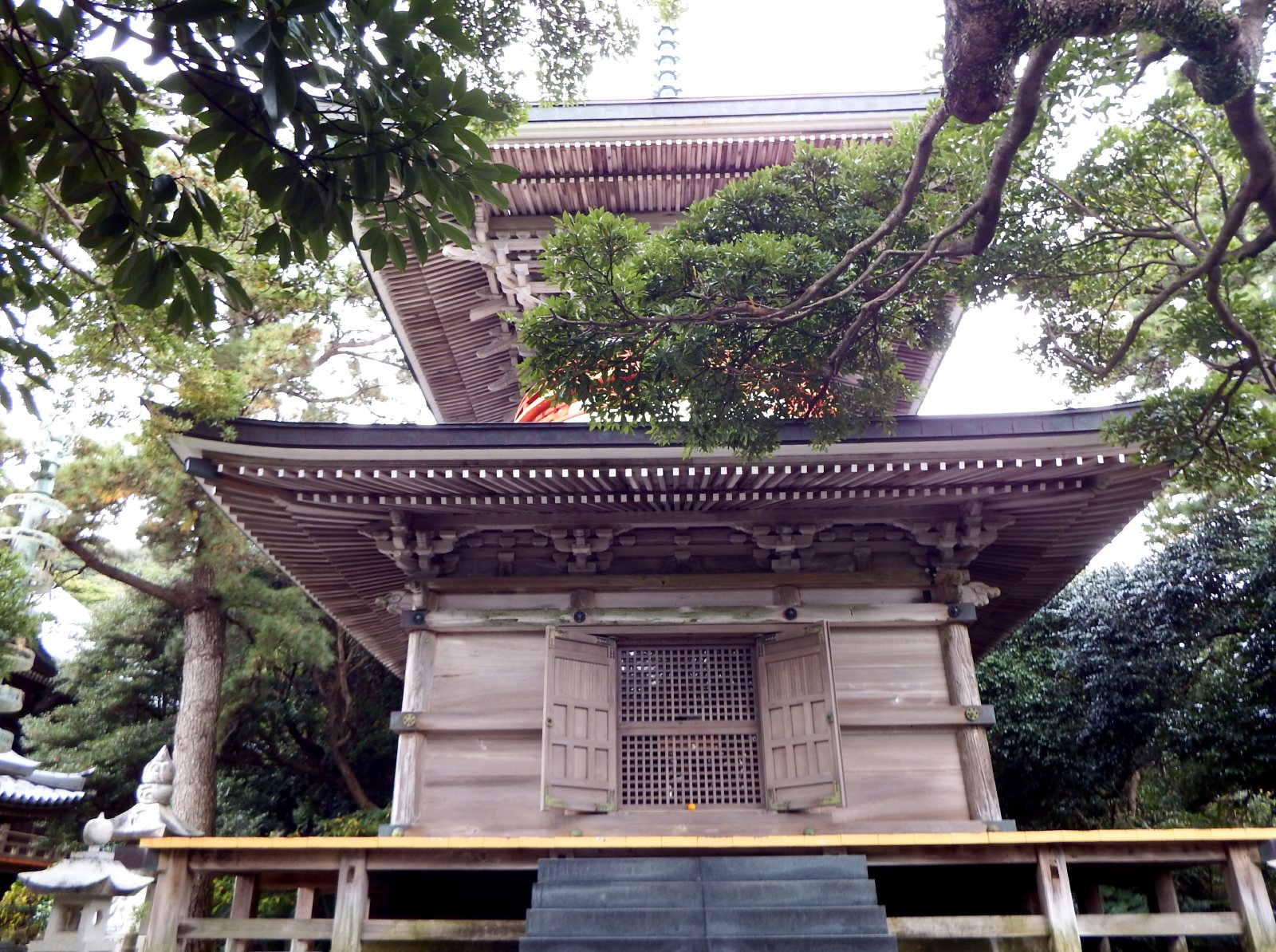
多宝塔

土佐清水市有形文化財

- 多宝塔：高さ19 m 14 cm、方三間多宝塔、明治11年6月起工、同13年11月上棟式落慶。昭和34年2月20日指定  （以下、参考文献（土佐清水市）参照）
- 十三石塔：総高5.17 m、寛文4年（1664年）8月土佐二代藩主山内忠義の寄進。昭和34年2月20指定
- 木造不動明王立像：護摩堂の中尊・不動明王、像高62 cm、室町時代作、昭和40年3月5指定
- 鰐口：青銅製、直径45 cm、至徳2年（1385年）作、昭和39年7月15指定
- 梵鐘：高さ132 cm、下部の口径95 cm、土佐二代目藩主山内忠義の寄進、昭和39年7月15指定

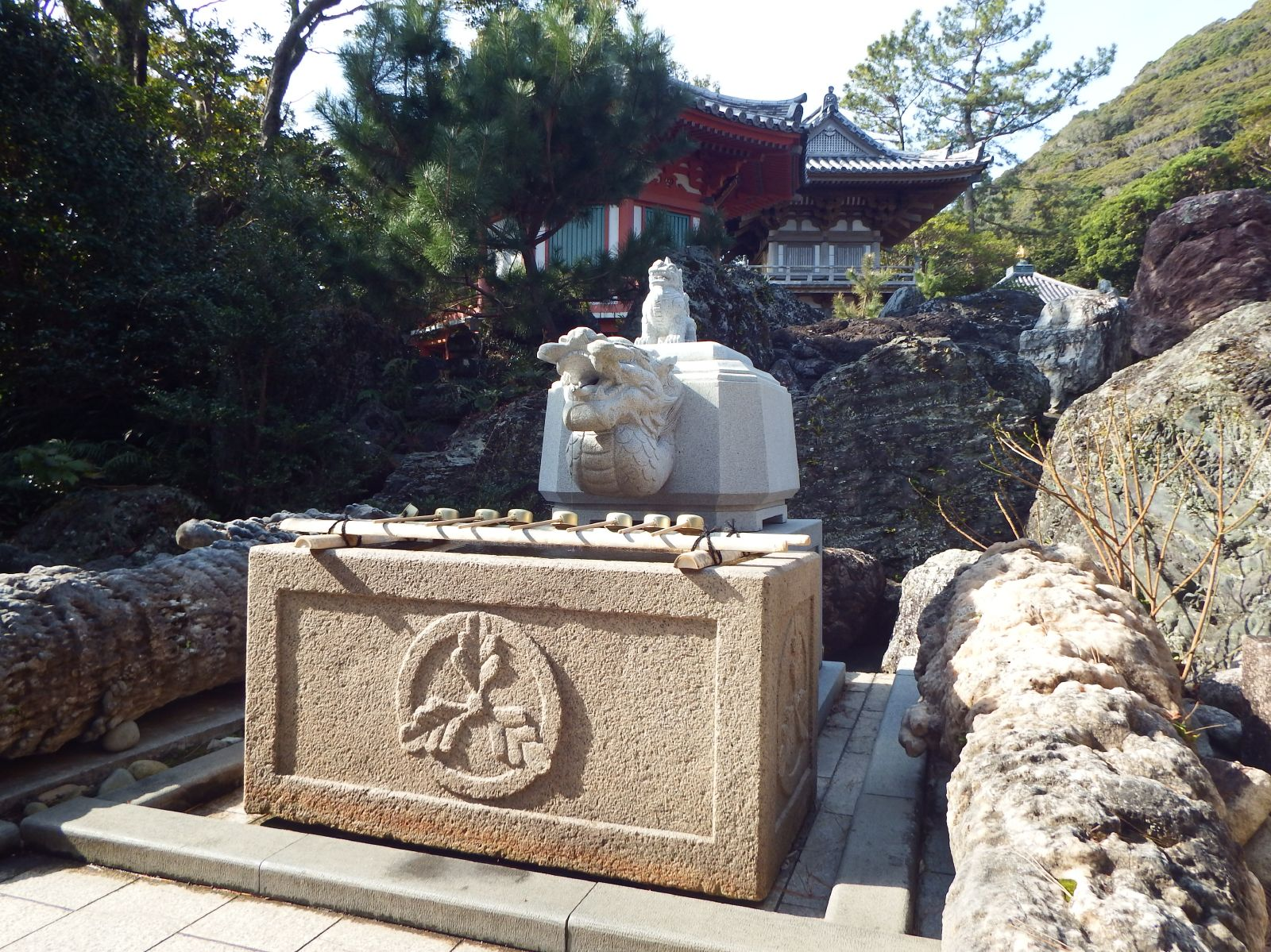
手洗鉢、背後に釈迦堂と鐘楼堂

- 手洗鉢：花崗岩製、長さ153 cm、巾78 cm、高さ75 cm、同じく山内忠義が寛文4年（1664年）寄進で山内家の家紋の丸に三つ葉柏、昭和39年7月15指定
- 宝篋印塔：和泉式部の黒髪をうめた逆修の塔といわれる。高さ165 cm、鎌倉時代作、昭和39年7月15指定
- 絵画8件（絹本著色胎蔵界曼荼羅図・絹本著色金剛界曼荼羅図・絹本著色理趣曼荼羅図・絹本著色白赤不動尊像図・絹本著色地蔵尊像図・絹本著色弘法大師像図・金剛福寺の大勝金剛曼荼羅・道興准后筆の不動明王画図）、工芸品5件（接僧箱・角手洗・青磁草花文尊及青磁唐草文瓶・呉須皿鉢・金剛福寺の仏飯器）、彫刻4件（嵯峨天皇勅額・金剛福寺額・懸仏千手観音像・元和の石灯籠）、書跡7件（紺紙金泥法華経八巻・紺紙金泥法華経法師品・金剛福寺古文書・土佐国幡多庄地検帳・土佐国畑庄足摺地検書・足摺縁起書二巻・明写経）については名目のみ記述する。

土佐清水市天然記念物
- 足摺岬のクワズイモ群落、昭和34年2月20指定

## 交通案内
バス
- 土佐くろしお鉄道 中村線・ 宿毛線 – 中村駅 より、高知西南交通 足摺岬行き「足摺岬」下車 (0.1 km)

道路
- 一般道：高知県道27号足摺岬公園線 足摺岬 (0.1 km)

## 奥の院

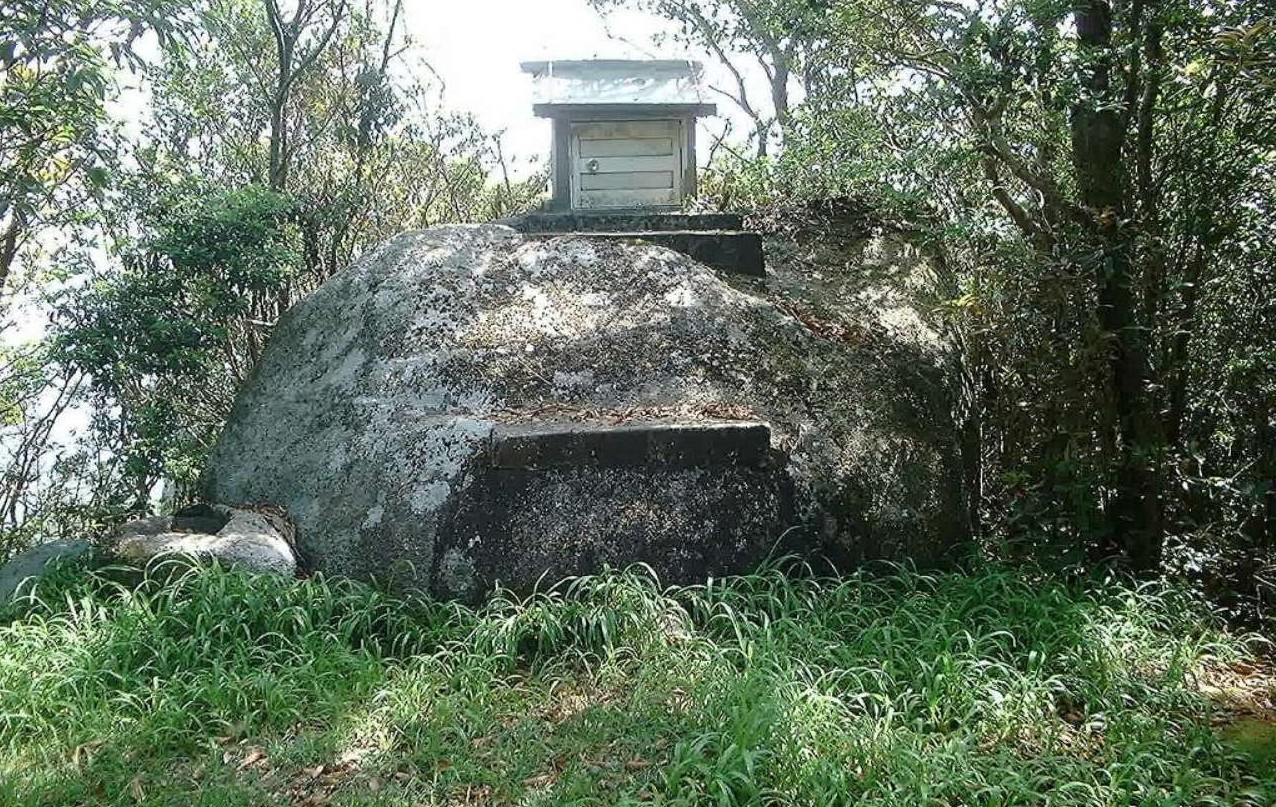
白皇山の頂上にある祠

白皇権現
元は白皇山真言修験寺として白皇山（）山頂（標高458 m）に白皇権現を祀っていた。明治初年の神仏判然令で明治4年（1871年）に佐田山神社となり、大正5年（1916年）に白山洞門の白山権現と合祭される形で現在地に社殿を造営、白山神社と号するようになった。
- 所在地：高知県土佐清水市足摺岬1351-3 （白山神社）

## 周辺の番外霊場

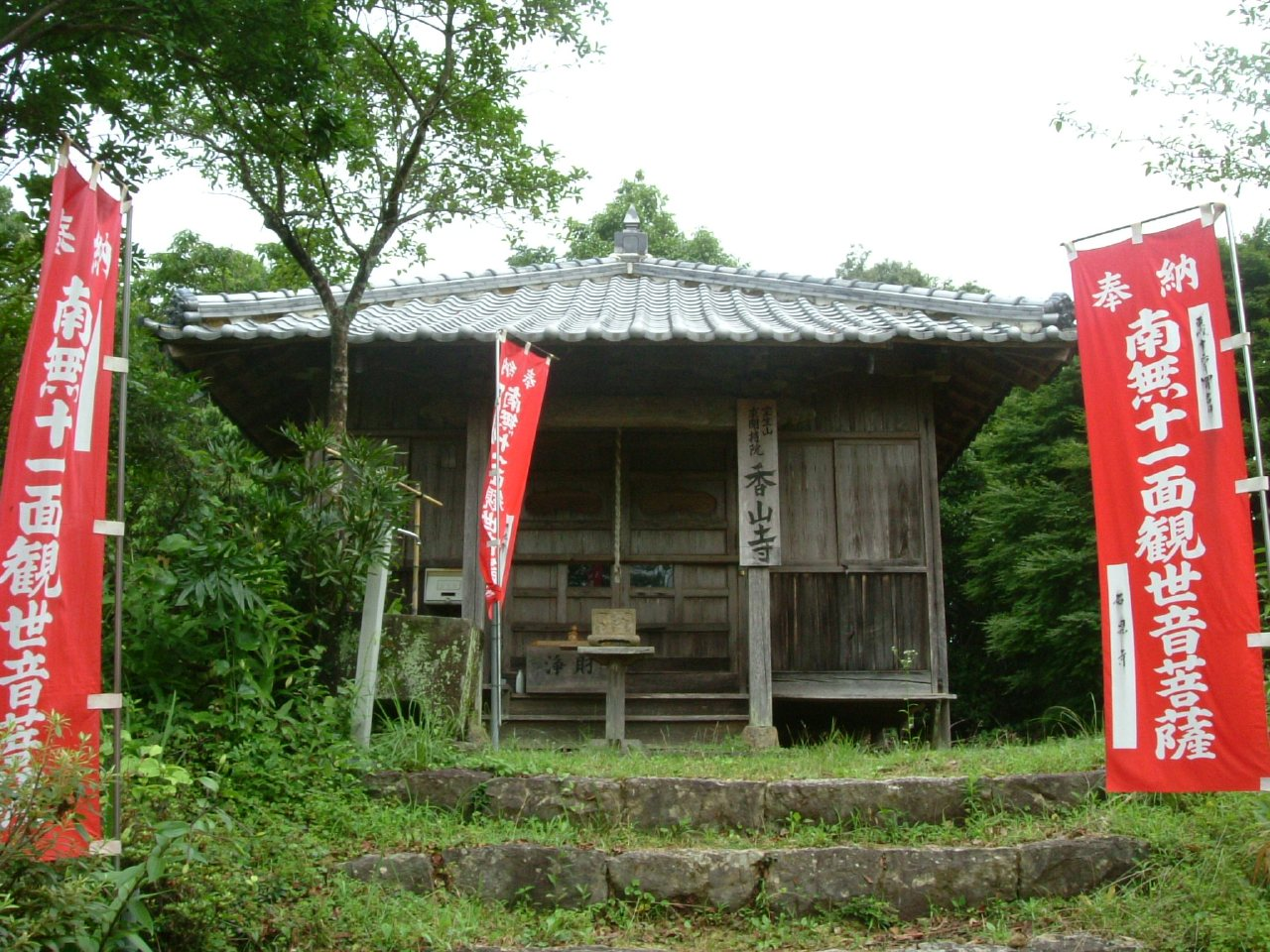
香山寺の本堂

香山寺（）
香山寺山にある市民の森の一角にあり、空海の開山と伝えられている。本尊は十一面観音で、当寺（金剛福寺）を弘安年間(1279年 – 1288年)に中興した南仏上人の木造坐像（像高82cm鎌倉時代作 高知県指定有形文化財 昭和57年5月6日指定）が祀られていたが四万十市立郷土資料館に移されている。往時は七堂伽藍の大寺であったが衰退し、明治4年廃寺になるも、昭和30年代に地区の人々により現在の堂が建てられた。現在は当寺が管理している。
- 所在地：高知県四万十市坂本 （香山寺）

真念庵
空海が地蔵菩薩を祀ったところと伝えられ、四国遍路を大衆化し庶民のものとした功労者である真念が遍路のために善根宿を建てた所と云われている。真念自身の著書に「これより足摺へ7里、ただし、篠山へ駆けるときはこの庵に荷物を置き足摺より戻る、月さん（月山霊場）へ駆けるときは荷物を持ち行く。初遍路は篠山へかへると云い伝う。」とある。
- 所在地：高知県土佐清水市下ノ加江市野瀬 （真念庵）

## 前後の札所
四国八十八箇所
37 岩本寺 --（80.7 km：田ノ浦・市野瀬経由）-- 38 金剛福寺 --（50.8 km：市野瀬・三原経由）-- 39 延光寺
- 岩本寺 - 金剛福寺間は四国八十八箇所札所間距離で最長である。

## 周辺
- 足摺岬
- ジョン万次郎像

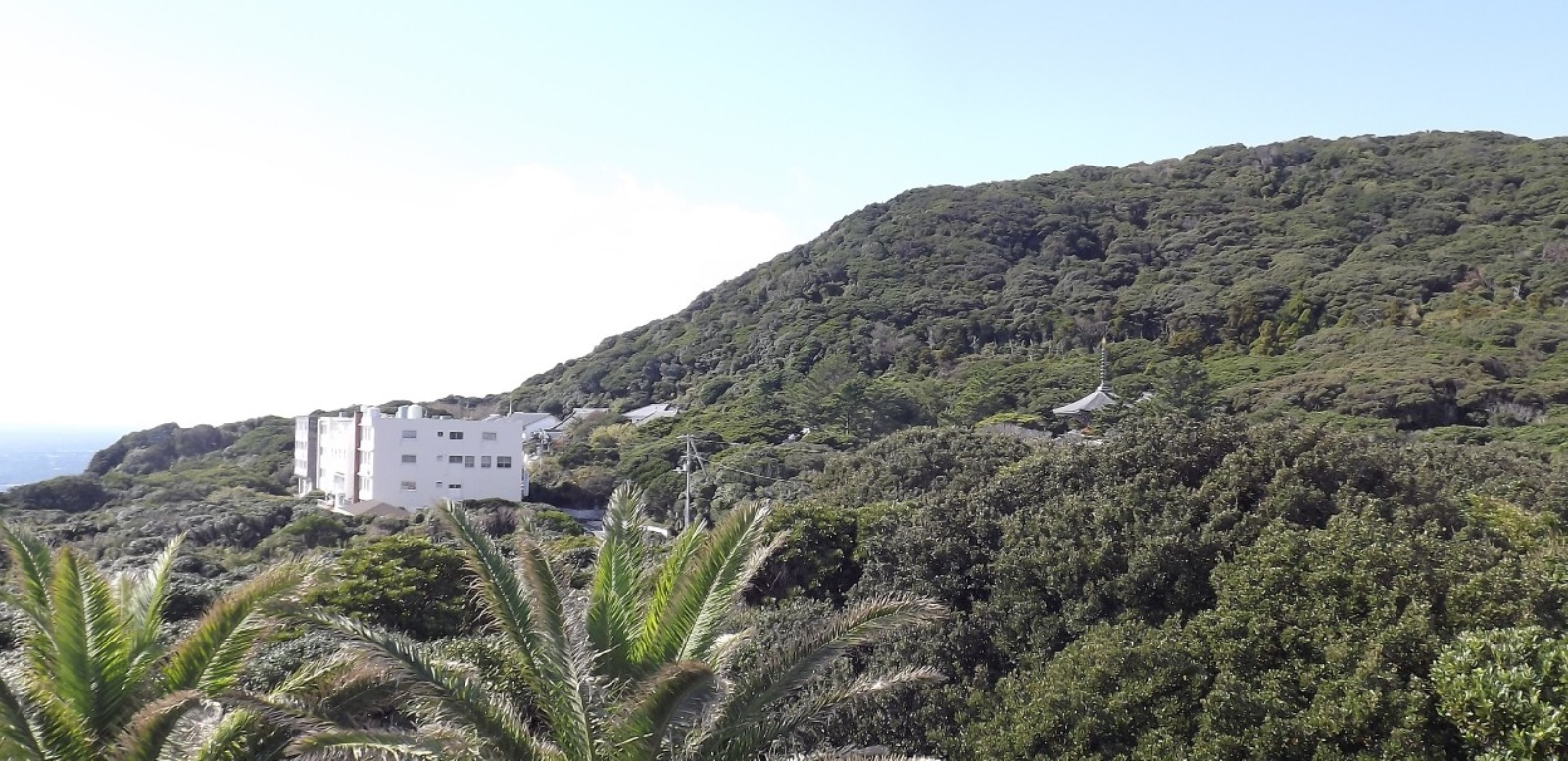
足摺岬展望台より当寺を臨む

- 白山洞門：高知県指定天然記念物、高さ16 m、幅17 mで波の浸蝕でできた典型的な海蝕洞門